# Pra Abalar
Pra Abalar foi o segundo álbum da banda musical brasileira Banda Eva, lançado em 1 de maio de 1994 pela gravadora PolyGram (hoje Universal Music).

## Informações
O álbum, lançado em 1994 pela Polygram (hoje Universal Music), chegou ao mercado com duas músicas estouradas nas rádios de todo Brasil: "Flores" e "Alô Paixão". Logo, em menos de um mês, o disco já tinha vendido 40 mil cópias.

## Lista de faixas
| N.º | Título                                              | Compositor(es)                                           | Duração |  |
| 1.  | "Flores (Sonho Épico)"                              | Carlinhos Maracanã Tica Mahatma Roberto Moura Gutemberg  | 3:59    |  |
| 2.  | "Alô Paixão"                                        | Jorge Xaréu                                              | 4:02    |  |
| 3.  | "Nega Retada / Música Incidental: Mulata Assanhada" | Julio Boa Fé Toni Gonçalves Raimundo Jorge Ataulfo Alves | 3:04    |  |
| 4.  | "Pra Abalar"                                        | Tonho Matéria Gilson Babilônia                           | 3:19    |  |
| 5.  | "Batismo"                                           | Dalmo Medeiros                                           | 3:38    |  |
| 6.  | "Sedução"                                           | Guiguio                                                  | 3:59    |  |
| 7.  | "No Meio das Estrelas"                              | Paulinho Andrade Eduardo Gil                             | 3:12    |  |
| 8.  | "Adão"                                              | Andrade                                                  | 3:23    |  |
| 9.  | "Me Dê a Mão"                                       | Ivete Sangalo                                            | 4:24    |  |
| 10. | "Abadá"                                             | Eduardo Gil Durval Lélys                                 | 3:10    |  |
| 11. | "Vagabundo Absoluto"                                | Rudnei Monteiro Beu Machado Edmundo Carôso               | 4:20    |  |

## Singles
- Flores (Sonho Épico)
- Alô Paixão
- Pra Abalar